# Hildegard von Bingen: Laudes de Sainte Ursule
Hildegard von Bingen: Laudes de Sainte Ursule es un álbum de música medieval grabado en el año 1996 y publicado en 1997 por el Ensemble Organum, bajo la dirección de Marcel Pérès. La grabación reconstruye el oficio de laudes para la fiesta de Santa Úrsula compuesto por Hildegard von Bingen y que se halla en el manuscrito "Dendermonde, St. Pieters & Paulusabdij, ms. cod. 9".

## Pistas
1. "Deus in adjutorium meum intende" - 1'10
2. "Studium divinitatis" (Antiphona) - 1'26
3. "Miserere mei Deus" (Psalmus 150) - 7'13
4. "Studium divinitatis" (Antiphona) - 1'24
5. "Unde quocumque" (Antiphona) - 2'07
6. "Confitemini Domino" (Psalmus 117) - 8'42
7. "Unde quocumque" (Antiphona) - 2'02
8. "De patria" (Antiphona) - 2'12
9. "Deus, Deus meus" (Psalmus 62) - 3'30
10. "De patria" (Antiphona) - 2'07
11. "Deus enim" (Antiphona) - 1'12
12. "Benedicite omnia opera" (Canticum trium puerorum) - 5'26
13. "Deus enim" (Antiphona) - 1'10
14. "Aer enim" (Antiphona) - 1'21
15. "Laudate Dominum" (Psalmus 148) - 3'58
16. "Aer enim" (Antiphona) - 1'19
17. "Benedictio et claritas" (Capitulum) - 0'53
18. "Cum vox sanguinis Ursule" (Hymnus) - 10'35
19. "Diffusa est gratia" (Versiculum) - 0'40
20. "Et ideo puelle iste" (Antiphona) - 1'32
21. "Benedictus Dominus Deus Israël" (Canticum Zacharie) - 5'36
22. "Et ideo puelle iste" (Antiphona) - 1'28
23. "Kyrie eleison" / "Pater Noster" / "Oratio" (Supplicatio litanie) - 4'00
24. "Benedicamus Domino" / "Deo gratias" - 1'17
25. "Spiritui Sancto honor sit" (Responsorium) - "Nam iste castissimus" (Versus) - 6'31

## Intérpretes
- Marcel Pérès (director)
- Laurence Brisset
- Kinga Cserjési
- Marie Garnodon
- Isabelle Héroux
- Kristin Hoefener
- Pasquale Mourey
- Pascale Poulard

## Información adicional
- Referencias: Harmonia Mundi HMC 901626
- Grabación: Noviembre de 1996 en la Abadía de Sylvanès en Aveyron.
- Ingeniero de sonido: Jean-Martial Golaz